# ليام جيمس
ليام جيمس (بالإنجليزية: Liam James)‏ (ولد في 7 أغسطس 1996) هو ممثل كندي، ظهر في العديد من الأفلام والمسلسلات، مثل فيلم الكوارث 2012 ومسلسل سايك ومسلسل الجريمة القتل، حيث جسد في الاخير دور ابن الشخصية الرئيسية، سارة ليندن (ميرايل اينوس). في 2013، أخذ الدور الرئيسي في فيلم الكوميديا والدراما في الخلف تماماً.
ليام جيمس من فانكوفر. لديه تباين في لون العين مع عين خضراء والثانية زرقاء. والده، ديريك، هو مصارع أولمبي سابق.

## أعماله
| سنة  | عنوان                          | دور                | ملاحظات |
| ---- | ------------------------------ | ------------------ | ------- |
| 2007 | حظا سعيدا تشاك                 |                    |         |
| 2007 | Things We Lost in the Fire     | ابن عم ديف         |         |
| 2007 | Fred Claus                     | فريد كلوز (عمر 12) |         |
| 2007 | Aliens vs. Predator: Requiem   | سام بنسون          |         |
| 2009 | Horsemen                       | شون بريسلين        |         |
| 2009 | 2012                           | نواه كورتيس        |         |
| 2011 | Christmas Comes Home to Canaan | بوب برشن           |         |
| 2013 | The Way, Way Back              | دنكان              |         |

| سنة       | عنوان                          | دور              | ملاحظات                                                      |  |
| --------- | ------------------------------ | ---------------- | ------------------------------------------------------------ |  |
| 2006–2010 | سايك                           | شون سبنسر الصغير | 60 حلقة                                                      |  |
| 2008      | Fear Itself                    | هاري الصغير      | حلقة: "Spooked"                                              |  |
| 2010      | Fringe                         | تيدي فولز        | حلقة: "Johari Window"                                        |  |
| 2011–2013 | القتل ‏                         | جاك ليندن        | الموسم الاول-تناوبي الموسم الثاني-رئيسي الموسم الثالث-تناوبي |  |
| 2011–2013 | R.L. Stine's The Haunting Hour | سكوت وجاريد      | حلقتي: "Pumpkinhead"، و "Uncle Howee".                       |  |

## وصلات خارجية
- ليام جيمس على موقع IMDb (الإنجليزية)
- ليام جيمس على موقع ألو سيني (الفرنسية)
- ليام جيمس على موقع أول موفي (الإنجليزية)
- ليام جيمس على موقع قاعدة بيانات الأفلام السويدية (السويدية)
- ليام جيمس على موقع قاعدة بيانات الفيلم (الإنجليزية)
- ليام جيمس على موقع كينوبويسك (الروسية)